# Жерониму-Монтейру
Жерониму-Монтейру (порт. Jerônimo Monteiro)  —  муниципалитет в Бразилии, входит в штат Эспириту-Санту. Составная часть мезорегиона Юг штата Эспириту-Санту. Входит в экономико-статистический  микрорегион Кашуэйру-ди-Итапемирин. Население составляет 11 575 человека на 2022 год. Занимает площадь 177,342 км². Плотность населения — 65,27 чел./км².

## История
Город основан 28 ноября 1958 года.

## Статистика
- Валовой внутренний продукт на 2003 составляет 32.924.390,00 реалов (данные: Бразильский институт географии и статистики).
- Валовой внутренний продукт на душу населения на 2003 составляет 3.075,32 реалов (данные: Бразильский институт географии и статистики).
- Индекс развития человеческого потенциала на 2000 составляет 0,706 (данные: Программа развития ООН).

## География
Климат местности: тропический.